# Udemy
Udemy.com es una plataforma de aprendizaje en línea. Está dirigido a adultos profesionales. A diferencia de los programas académicos MOOC conducidos por tradicionales cursos de trabajo creados por las universidades, Udemy utiliza contenido de creadores en línea para vender y así conseguir ganancias. Udemy proporciona herramientas para que los usuarios puedan crear un curso, promocionarlo y ganar dinero con gastos de inscripción de los estudiantes.
Ninguno de los cursos de Udemy son actualmente equivalentes a la obtención de un título universitario. Los estudiantes toman cursos en gran parte simplemente como medio para mejorar sus habilidades. Algunos cursos generan crédito hacia certificación técnica. Udemy ha hecho un esfuerzo especial para atraer a empresas que buscan crear cursos de trabajo especialmente para empleados de su compañía.
En 2018, había más de 65 000 cursos disponibles en el sitio web.

## Historia
En 2007, Udemy fue fundado por Eren Bali, quien construyó un software para un aula virtual activa mientras vivía en Turquía. Él veía potencial en hacer el software libre para todo el mundo y por ello se mudó a Silicon Valley para crear la compañía dos años más tarde. El sitio fue lanzado por Eren Bali, Oktay Caglar y Gagan Biyani a principios del 2010.
En febrero del 2010, los fundadores intentaron aumentar la captación de capital de riesgo, pero la idea fracasó en tratar de impresionar a los inversores, y los fundadores fueron rechazados 30 veces, según Gagan Biyani. En respuesta a esto, ellos empezaron desde cero con el desarrollo del producto, y fue lanzado bajo el nombre Udemy (The Academy of You", en español "La Academia para Ti") en mayo del 2010.
Al cabo de unos cuantos meses, 1,000 instructores habían creado aproximadamente 2,000 cursos, y Udemy ya tenía casi 10,000 registros de usuarios. Basado en esta reacción de mercado favorable, decidieron intentar otra ronda de financiación, y aumentar 1 millón de dólares en financiación de capital de riesgo en agosto.
En octubre del 2011, la compañía recaudó 3 millones de dólares en serie A por parte de Groupon cuyos inversores eran Eric Lefkofsky y Brad Keywell, así como 500 Startups y MHS Capital.
En diciembre de 2012, la compañía recaudó 12 millones de dólares en serie B por Insight Venture Partners, así como Lightbank Capital, MHS Capital y Learn Capital, así trayendo Udemy una financiación total de 16 millones de dólares.
En 22 de abril de 2014, la edición digital del Wall Street Journal informó que Dennis Yang, Jefe Agente Operativo de Udemy fue nombrado CEO, reemplazando a Eren Bali.
En mayo del 2014, Udemy recaudó 32 millones en serie C por Norwest Venture Partners, así como Socios de Aventura de la Idea y MHS Capital.
En junio de 2015, Udemy recaudó 65 millones de dólares en serie D por Grupo de Rayas. En este mismo año, Udemy unió otra página web de aprendizaje en línea llamado Skillsdox Inc de Canadá para abrir School of Skills en India.
En junio del 2016, Udemy recaudó 60 millones de dólares por la compañía Naspers Ventures como seguimiento de la ronda de financiación Serie D de 65 millones de dólares a partir de junio de 2015.
En 1 de junio de 2017, Udemy anunció que el consejo de la compañía había nombrado a Kevin H. Johnson como su nuevo director ejecutivo con efecto inmediato.

## Visión general
Udemy sirve como plataforma que permite a los instructores crear cursos en línea en temas que ellos escojan. En la parte de desarrollo de cursos de Udemy, hay herramientas que permiten crear un curso tales como agregar vídeos,  presentaciones de PowerPoint, archivos PDF, audios, archivos zip y clases en vivo. Los instructores también pueden interactuar con usuarios vía tableros de discusión en línea.
Los cursos se ofrecen a través de un gran catálogo, que incluyen varias temáticas: gestión empresarial y emprendimiento, académica, artes, salud y forma física, lengua, música, y tecnología. La mayoría de clases tratan sobre temas prácticos como el uso del software Excel o el manejo de una cámara de iPhone. Udemy también ofrece servicios especiales para empresas (Udemy para Empresas) que permite acceder a un conjunto específico con más de 2,000 cursos de capacitación en temas de táctica de marketing digital para la productividad de oficina, diseño, administración, programación y más. Con Udemy para Empresas, las organizaciones también pueden crear portales de aprendizaje personalizados para capacitación corporativa.
Udemy ofrece cursos de pago y libres (gratuitos), dependiendo de la decisión del instructor.
Las ganancias del instructor varían basado de quién invierte en marketing para atraer estudiantes a Udemy. Los instructores ganan el 97% de todos los ingresos de la inscripción, si es que el marketing o reputación propios del instructor atrae al estudiante. Udemy retiene el 50% de los ingresos si el estudiante se apunta por la publicidad propio del sitio u otro curso de trabajo, y el instructor gana 25% de la matrícula si el afiliado promocional de Udemy atrae al estudiante al sitio y al curso, el afiliado gana el 50% de la matrícula, y el restante 50% está partido entre Udemy y el instructor. En 2015, los 10 mejores instructores hicieron más de 17 millones de dólares en ingresos totales.
En abril de 2013, Udemy ofreció una aplicación para Apple iOS, dejando que el estudiante pueda tomar clases directamente de iPhones; La versión de Android fue lanzada en enero del 2014. Llegado enero de 2014, la aplicación de iOS había superado ya el 1 millón de descargas, y el 20% de los estudiantes de Udemy toman sus cursos por vía teléfono celular.

### Massive open online course (MOOC)
Udemy es parte del creciente movimiento sobre MOOC, un movimiento disponible fuera del sistema universitario tradicional, y ha sido destacado por la variedad de cursos que se ofrece.

## Recepción
Udemy Ha sido mencionado en The New York Times, El Correo de China, Compañía Rápida, BBC, YPN y TechCrunch, con Mashable haciendo notar que "Udemy ofrece una experiencia que compite con el aula real, pudiendo demostrar ser de utilidad para profesores y estudiantes de todas las materias."
En 2014, Forbes nombró al cofundador de Udemy, Eren Bali, como parte de su "30 por debajo de 30" de "las estrellas más brillantes en 15 campos diferentes, menores de 30."
El reconocido empresario Jack Welch desarrolló un programa de MBA en línea, ofrecido a través del Jack Welch Management Institute (JWMI) de la Strayer University, la cual adquirió los activos de JWMI en noviembre de 2011. Udemy se convirtió en la plataforma MOOC de material didáctico del instituto Welch Way en noviembre de 2012 y promovió esta conexión para Jack Welch.

## Preocupaciones de piratería
En noviembre de 2015, Udemy fue acusado por publicar y sacar provecho de cursos pirateados, aunque no se proporcionaron pruebas que respaldaran que Udemy se estaba beneficiando de esto. El CEO, Dennis Yang, respondió las acusaciones en una publicación de blog, rechazando la acusación y afirmando que Udemy no se benefició de la piratería.